# Zdeněk Kluiber
Doc. RNDr. Ing. Zdeněk Kluiber, CSc., Ph.D. (20. března 1950, Ústí nad Labem – 14. prosince 2010) byl český středoškolský a vysokoškolský pedagog a popularizátor výuky fyziky. V roce 2001 byl zařazen mezi tisícovku lidí, kteří měli na světě největší vliv na přírodovědné vzdělávání. Se svou manželkou Ing. Janou Kluiberovou (* 28. září 1954) měl dva syny, Ing. Tomáše Kluibera (* 18. srpna 1980) a BcA. Luboše Kluibera (* 7. října 1983).

## Život
Vystudoval učitelství se specializací na matematiku a fyziku na Matematicko-fyzikální fakultě Univerzity Karlovy v Praze. Po ukončení studia v roce 1973 začal vyučovat na gymnáziu v Kladně, v roce 1977 získal titul doktora přírodních věd. V roce 1979 opustil kladenské gymnázium a až do roku 1990 pracoval na Fyzikálním ústavu ČSAV.
V letech 1990 až 2004 působil na pražském Gymnáziu Christiana Dopplera (do roku 1993 Gymnázium Korunní, v letech 1993 až 1999 Gymnázium Zborovská), v jehož profesorském sboru – ač zprvu nebyl členem vedení školy – měl silné postavení. Jako profesor fyziky zde podporoval výuku tohoto předmětu a účast „mladých nadějných fyziků“ na odborných soutěžích, na jejichž organizaci se také významně podílel. Zejména se jednalo o Turnaj mladých fyziků, ve kterém školní tým pod jeho vedením pravidelně dosahoval významné úspěchy (kromě častých vítězství v soutěži na národní úrovni získalo gymnázium nejedenkrát také první místo na celosvětovém finále). Díky svým osobním kontaktům rozvinul spolupráci školy s vyučujícími z Matematicko-fyzikální fakulty Univerzity Karlovy v Praze a vědci z Fyzikálního ústavu Akademie věd České republiky. Na jaře 1998 se stal ředitelem gymnázia. V roce 2000 se habilitoval na Fakultě přírodních věd Univerzity Mateje Bela v Banské Bystrici (obor Teorie vyučování všeobecně vzdělávacích předmětů se zaměřením na teorii vyučování fyzice).
Poté, co byla odhalena zpronevěra hospodářkou školy, z funkce ředitele v roce 2004 nuceně odešel a přestal na gymnáziu také vyučovat. Jeho působení na škole však bylo ze strany studentů a vyučujících vnímáno rozporuplně. Kromě některých zvláštních osobnostních rysů (např. hry na housle při školních akcích) mu někdy bylo studenty např. vytýkáno, že svou pozornost spíše než vlastní výuce věnoval jiným činnostem, zvýhodňoval na škole děti svých spolužáků z vysoké školy nebo že funkci ředitele vykonával s přespřílišným nadhledem. Ze strany ostatních vyučujících bylo negativně hodnoceno jím prosazované privilegované postavení fyziky, způsobující například neúčast členů soutěžního družstva Turnaje mladých fyziků při výuce nebo omezení výuky jiných vyučovacích předmětů při pořádání fyzikálních exkurzí apod. Nicméně jeho úspěchy a úspěchy jeho studentů na národní i mezinárodní úrovni jsou neoddiskutovatelné.
Od roku 2004 vyučoval na Pedagogické fakultě Univerzity Hradec Králové a od roku 2005 rovněž na kladenské Fakultě biomedicínského inženýrství ČVUT. I nadále pořádal přednášky o fyzice na středních školách a podilel se na organizování fyzikálních soutěží.
Byl dlouholetým členem redakčního kruhu a později redakční rady Československého časopisu pro fyziku, dlouholetým členem Sdružení na podporu talentované mládeže České republiky a měl klíčový podíl na organizaci středoškolské odborné činnosti ve fyzice (řadu let působil jako předseda celostátní komise fyzikální části této soutěže), která stála u počátku kariéry mnoha českých a slovenských fyziků.
Na jaře 2010 získal titul inženýra ekonomie. Zemřel 14. prosince 2010 na rakovinu. Poslední rozloučení proběhlo 21. prosince 2010 v Lánech.

## Dílo
- Zdeněk Kluiber a kolektiv: Fyzika na zítřek, Státní pedagogické nakladatelství, Praha 1992
- Zdeněk Kluiber: Supravodivost vykročila z laboratoří / Superconductivity steps out from laboratories, Jednota českých matematiků a fyziků a Gymnázium Korunní, Praha 1993
- Zdeněk Kluiber a kolektiv: The development of talents in physics, Prometheus, Praha 1995
- Zdeněk Kluiber: Turnaj mladých fyziků – informace o národní i mezinárodní soutěži studentů výrazně talentovaných pro fyziku, MAFY, Hradec Králové 1996
- František Fabian, Zdeněk Kluiber: Metoda Monte Carlo a možnosti jejího uplatnění, Prospektrum, Praha 1998
- Zdeněk Kluiber a kolektiv: Nápaditá fyzika Archivováno 5. 3. 2016 na Wayback Machine., ARSCI, Praha 2000
- Zdeněk Kluiber a kolektiv: Fyzika před námi Archivováno 5. 3. 2016 na Wayback Machine., ARSCI, Praha 2001
- Zdeněk Kluiber a kolektiv: Moderní směry ve fyzice / Modern Topics in Physics Archivováno 5. 3. 2016 na Wayback Machine., ARSCI, Praha 2003
- Martin Libra a kolektiv: Fyzika v příkladech pro studenty technických univerzit, Ing. Rudolf Hájek, Ústí nad Labem 2003
- Zdeněk Kluiber: Tvořivost učitele a účastníci fyzikálních soutěží Archivováno 5. 3. 2016 na Wayback Machine., ARSCI, Praha 2004
- František Fabian, Zdeněk Kluiber: Fyzika a pravděpodobnost Archivováno 5. 3. 2016 na Wayback Machine., ARSCI, Praha 2005
- Zdeněk Kluiber a kolektiv: Biomedicínské inženýrství před námi, ARSCI, Praha 2007
- Zdeněk Kluiber a kolektiv: The Future is influenced by the Gifted, Agentura Orbis 64, Praha 2008

... a řada odborných článků